# Théorème de l'enfant gâté
 (février 2025).
Si vous disposez d'ouvrages ou d'articles de référence ou si vous connaissez des sites web de qualité traitant du thème abordé ici, merci de compléter l'article en donnant les références utiles à sa vérifiabilité et en les liant à la section « Notes et références ».
Le théorème de l'enfant gâté a été développé par l'économiste américain Gary Becker en 1974. Ce dernier suggère que les membres d'une même famille, même s'ils sont à la base égoïstes, auront pour objectif de maximiser le revenu de la famille.
Becker pose la situation suivante : un parent riche et altruiste propose des dons en argent à ses enfants, dans le seul but d'augmenter la somme de leur bien-être. Supposons deux enfants. L'un des enfants est égoïste et gâté (d'où le nom « rotten kid », ou « enfant pourri »), qui prend plaisir à causer du tort à l'autre. Selon le théorème de Becker, la perspective de recevoir un don monétaire incite l'enfant égoïste à ne pas causer de tort à l'autre enfant, car le montant du don du parent à chacun de ses enfants dépend du bien être de celui-ci. Si l'égoïste diminue le bien-être de son/sa frère/sœur, le parent altruiste sera tenté de le/la compenser en augmentant son transfert dans sa direction, diminuant d'autant le transfert en direction de l'enfant égoïste. Conclusion : l'enfant égoïste a intérêt à agir comme s'il était altruiste. Ainsi, sans même poser de règles claires et explicites, le parent aux intentions altruistes réussit à faire changer le comportement de l'enfant gâté en conditionnant son bien-être sur le bien-être de l'autre enfant.
Le théorème suggère aux parents d'attendre que leurs enfants soient adultes avant de proposer de tels dons, ou de les consigner par testament.